# Li’or Narkis
Li’or Narkis (hebr. ליאור נרקיס); (ur. 8 listopada 1976 w Holonie) – izraelski wokalista, reprezentant Izraela podczas 48. Konkursu Piosenki Eurowizji w 2003 roku.

## Życiorys

### Dzieciństwo
Urodził się w 1976, w położonym niedaleko Tel Awiwu, Holonie, jako syn pochodzącego z Iraku Dawida Narkisa oraz pochodzącej z Serbii Hanny, która miała grecko-tunezyjskie korzenie.

### Kariera muzyczna
W wieku 16 lat Narkis nagrał swój pierwszy album, zatytułowany Tfjlat chajaj. Drugim wydawnictwem wokalisty został krążek pt. Ha’olam kmo galgal, później ukazał się płyty At ho hakohaw, Simanim i Hay leahava. W 2000 roku Narkis wydał płytę pt. Rak jtach, a rok później – Ze mehalew.
W listopadzie 2002 roku krajowy nadawca publiczny Israel Broadcasting Authority (IBA) ogłosił, że Narkis został wybrany wewnętrznie na reprezentanta Izraela podczas 48. Konkursu Piosenki Eurowizji rozgrywanego w 2003 roku. Kilka tygodni później pojawiły się informacje, jakoby wybór Narkisa na reprezentanta był wynikiem korupcji oraz umowy między nadawcą i menedżerem artysty, czemu zaprzeczył sam zainteresowany. W styczniu odbył się specjalny koncert preselekcyjny Kdam, podczas którego spośród czterech propozycji wybrany został konkursowy utwór wokalisty – „Words for Love” (hebr. „Millim la'ahava”) autorstwa Yossiego Gispana i Yoniego Rohe'a. Wybór reprezentanta negatywnie skomentowało kilku poprzednich przedstawicieli kraju w konkursie: Gali Atari (zwyciężczyni widowiska w 1979 roku przyznała: Jestem zaskoczona, nie wiedziałam, że on jest kandydatem. Ma miły głos, ale myślę, że David D’Or byłby lepszym wyborem; Jizhar Kohen (zwycięzca konkursu w 1978) dodał: (...) Myślę, że Lior Narkis mógłby poczekać na podjęcie tej decyzji parę lat dłużej; Awi Toledano uznał: Uważam, że David D’Or ze swoim unikatowym głosem byłby bardziej atrakcyjny w tej roli; producent kilku izraelskich propozycji konkursowych, Szelomo Cach, przyznał: Nie rozumiem tego wyboru. Mamy przecież wielu znacznie bardziej wykwalifikowanych artystów. Sam D’Or życzył natomiast powodzenia reprezentantowi. Poparcie dla Narkisa wyraziły także Jardena Arazi (reprezentantka kraju w 1976 i 1988 roku) oraz Sarit Chadad (przedstawicielka Izraela podczas widowiska w 2002 roku).
Po koncercie eliminacyjnym wokalista wyruszył w trasę promocyjną z nową, przearanżowaną wersją zwycięskiej propozycji. Podczas pobytu artysty w Rydze (miejscu organizacji konkursu) nagrany został materiał do izraelskiego programu telewizyjnego Passport, w którym zaprezentowane zostały przygotowania reprezentanta do występu. Emisja programu odbyła się w lipcu tego samego roku. Przed finałem Konkursu Piosenki Eurowizji wokalista zdradził, że byłby zadowolony z zajęcia miejsca w pierwszej piątki rankingu. Ostatecznie zdobył jedynie 17 punktów i zajął 19. miejsce w końcowej klasyfikacji. Podczas występu wokaliście towarzyszyły tancerki, w tym m.in. Meital Patasz i Maja Awidan.
Po udziale w konkursie Narkis wydał swój kolejny album studyjny, zatytułowany Milim la’ahava. W 2005 roku ukazała się płyta Hatoul re'hov, a trzy lata później – Saharuri. W 2010 roku wokalista wydał krążek zatytułowany Erew tow, później ukazał się także jego album pt. Im tirtsi.

## Życie prywatne
W listopadzie 2009 roku Narkis ożenił się z Sapirą Vanounou, z którą ma dwóch synów. Para mieszka w Rishon Lezion.

## Dyskografia

### Albumy studyjne
Sporządzone na podstawie materiału źródłowego:
- Tfjlat chajaj (1992)
- Ha'olam kmo Galgal
- At ho hakohaw
- Simanim
- Hay leahava
- Rak jtach (2000)
- Ze mehalev (2001)
- Milim la'ahava (2003)
- Hatoul re'hov (2005)
- Etéte la'n shanim (2008)
- Erew tow (2010)
- Im tirtsi

### Albumy koncertowe
- Live Heychal HaTarbut[42]